# Municipio de Bismark (condado de Platte)
El municipio de Bismark (en inglés: Bismark Township) es un municipio ubicado en el condado de Platte en el estado estadounidense de Nebraska. En el año 2010 tenía una población de 462 habitantes y una densidad poblacional de 4,95 personas por km².

## Geografía
El municipio de Bismark se encuentra ubicado en las coordenadas 41°31′32″N 97°18′15″O / 41.52556, -97.30417. Según la Oficina del Censo de los Estados Unidos, el municipio tiene una superficie total de 93.31 km², de la cual 90,86 km² corresponden a tierra firme y (2,62 %) 2,45 km² es agua.

## Demografía
Según el censo de 2010, había 462 personas residiendo en el municipio de Bismark. La densidad de población era de 4,95 hab./km². De los 462 habitantes, el municipio de Bismark estaba compuesto por el 96,97 % blancos, el 0,22 % eran afroamericanos, el 1,52 % eran amerindios, el 0,22 % eran asiáticos, el 1,08 % eran de otras razas. Del total de la población el 2,16 % eran hispanos o latinos de cualquier raza.